# Поїзний диспетчер
Поїзний диспе́тчер (ДНЦ) — змінний працівник, який одноособово керує рухом поїздів на підпорядкованій йому залізничній ділянці.

## Завдання та обов'язки
- Керує рухом поїздів на дільниці (диспетчерській), що обслуговується.
- Оцінює та прогнозує положення на дільниці; планує і організовує перепуск поїздів.
- Стежить за прямуванням поїздів перегонами, своєчасним прийманням, відправленням та пропусканням поїздів станціями, особливо у разі порушень нормальної роботи пристроїв СЦБ та зв'язку, обгону та схрещеннях пасажирських поїздів, підвищеної ваги і довжини, з розрядними і негабаритними вантажами та іншими поїздами.
- Забезпечує розвезення місцевого вантажу та виконання регулювального завдання щодо здавання порожніх вагонів.
- Контролює роботу станцій з виконання завдання з навантаження та вивантаження вагонів, приймання, формування і відправлення поїздів.
- Виконує операції з приготування маршрутів приймання, відправлення, пропускання поїздів і маневрових пересувань на дільницях, що обладнані диспетчерською централізацією.
- Отримує на ЕОМ інформацію щодо руху поїздів і локомотивів по дільниці, контролює своєчасне передавання інформаційних повідомлень станціями.
- Дає вказівки черговим по станціях з організації руху поїздів; накази про закриття і відкриття перегонів (колій); про перехід з одних засобів сигналізації та зв'язку на інші, з двоколійного руху на одноколійне; про відправлення поїздів по неправильній колії тощо.
- Забезпечує своєчасне надання «вікон», вживає заходів до організації аварійно-відновлювальних робіт і своєчасного усунення несправностей технічних пристроїв і обладнання.
- Веде графік виконаного руху поїздів та іншу встановлену документацію; реєструє накази в журналі диспетчерських розпоряджень.
- Керує роботою єдиної зміни диспетчерської дільниці[2].

## Повинен знати
- Правила технічної експлуатації залізниць України;
- Інструкцію з руху поїздів і маневрової роботи на залізницях України;
- Інструкцію з сигналізації на залізницях України;
- Інструкцію з забезпечення безпеки руху поїздів під час виконання робіт з технічного обслуговування і ремонту пристроїв сигналізації, централізації, блокування (СЦБ);
- Інструкцію з забезпечення безпеки руху поїздів під час виконання колійних робіт;
- Правила безпеки і порядок ліквідації наслідків аварійних ситуацій з небезпечними вантажами при перевезенні їх залізничним транспортом;
- Розпорядження, накази Укрзалізниці, залізниці, дирекції залізничних перевезень;
- Методичні, нормативні та інші керівні матеріали з організації руху поїздів;
- графік руху поїздів;
- план формування поїздів і порядок напряму вагонопотоків, схеми, профіль колій, технічно-розпорядчі акти, технологічні процеси роботи станцій дільниці;
- роботу пристроїв диспетчерської централізації;
- правила роботи на ПЕОМ;
- показники і технічні норми експлуатаційної роботи;
- правила і норми з охорони праці, виробничої санітарії;
- Правила пожежної безпеки на залізничному транспорті;
- основи економіки, організації праці і управління виробництвом;
- Положення про дисципліну працівників залізничного транспорту.

## Кваліфікаційні вимоги
- Повна вища освіта відповідного напряму підготовки (спеціаліст) та підвищення кваліфікації.
- Стаж з експлуатаційної роботи — не менше 2 років.